# 緬尼吐巴省律師會
緬尼吐巴省律師會（英語：Law Society of Manitoba，縮寫）是加拿大緬尼吐巴省法律專業的自我規管機構。在該省從事法律行業工作，需先成為律師會的會員。
律師會亦運營緬尼吐巴省法律圖書館（Manitoba Law Library，也稱為大圖書館［Great Library］）。該圖書館位於緬尼吐巴省法院大樓的3樓。